# 519 هـ
519 هـ هي سنة في التقويم الهجري امتدت مقابلةً في التقويم الميلادي بين سنتي 1125 و1126.

## أحداث
- 29 ذو الحجة - نشوب معركة مرج الصفر جنوب دمشق بين الصليبيين بقيادة بالدوين والسلاجقة بقيادة طغكتين. تكبد الصليبيون خسائر كبيرة أجبرتهم على الانسحاب.

## مواليد
- عماد الدين الأصفهاني
- ابن التعاويذي

## وفيات
- معزي البرهاني